# Dede Dolopei
Dede A. Dolopei ist eine liberianische Menschenrechts-Aktivistin. Sie war stellvertretende Vorsitzende der Truth and Reconciliation Commission (TRC) zur Aufarbeitung der Bürgerkriegsgeschehnisse in Liberia.
Dede A. Dolopei hat an der University of Liberia Buchhaltung und Management studiert (Bachelor-Abschluss), beruflich sind die Bereiche Planung und Stadtentwicklung mit den Schwerpunktthemen Sozialwesen, Jugend- und Frauenförderung ihr Tätigkeitsbereich in der staatlichen Verwaltung. Sie hat viel für die Entwicklung der Frauen- und Bürgerrechte in Liberia geleistet.
Dolopei wird von der liberianischen Regierung als Beraterin für Friedensförderung, Konfliktlösung und psychosoziale Beratung konsultiert.
In der Rock Hill Community von Paynesville, einer Vorstadtsiedlung der Hauptstadtregion Greater Monrovia, war Dolopei an der Gründung der ersten Sektion der Liberia Initiative for Less Fortunate Children LILFOC (deutsch: Liberianische Initiative zur Förderung benachteiligter Schüler) beteiligt.